# Marcel Palonder
Marcel Palonder (* 3. Februar 1964 in Humenné) ist ein slowakischer Sänger und Teilnehmer des Eurovision Song Contests.

## Leben und Wirken
Er war Teilnehmer am Eurovision Song Contest 1996 mit dem Song Kým nás máš (dt.: Solange du uns hast). Er überstand die Qualifikationsrunde, musste sich aber im Finale dann mit dem 18. Platz zufriedengeben.
Ab 2004 trat er als Sänger der Soul-Band Deep´n Space auf und betätigte sich als Gesangslehrer, darunter auch bei der Castingshow Slovensko hľadá Superstar, der slowakischen Version von Pop Idol.